# Нерпа (остров)
Не́рпа — остров архипелага Земля Франца-Иосифа. Административно относится к Приморскому району Архангельской области России.

## Расположение
Расположен в северо-западной части архипелага в акватории бухты Северной у побережья Земли Александры.

## Описание
Имеет вытянутую форму длиной около 200 метров и шириной около 100 метров. В центральной части на возвышенности находится вышка. К юго-востоку находится небольшая скала, за ней ещё две более крупные.
Назван в 1950-е годы в честь гидрографического судна Гидрографического управления Главного управления Северного морского пути «Нерпа».